# Discophora continentalis
Discophora continentalis is een vlinder uit de familie Nymphalidae. De wetenschappelijke naam van de soort is voor het eerst geldig gepubliceerd in 1887 door Otto Staudinger.